# Vlatko Čančar
Vlatko Čančar (Koper, 10 de abril de 1997) é um jogador esloveno de basquete  profissional que atualmente joga no Denver Nuggets da National Basketball Association (NBA).
Na europa, ele jogou pelo Union Olimpija da Liga Adriática, pelo Mega Basket da Liga Sérvia e pelo Burgos da Liga ACB. Ele foi selecionado pelos Nuggets como a 49º escolha geral no draft da NBA de 2017.

## Carreira profissional

### Europa (2015–2019)
Em 16 de abril de 2015, Čančar assinou um contrato de cinco anos com o Union Olimpija.
Em 30 de junho de 2016, ele deixou o Olimpija e assinou com o time sérvio Mega Bemax.
Em 22 de junho de 2017, Čančar foi selecionado pelo Denver Nuggets como a 49ª escolha geral no draft da NBA de 2017.
Em 13 de junho de 2018, ele assinou um contrato de dois anos com o clube espanhol Burgos.

### NBA
Em 1 de agosto de 2019, Čančar assinou um contrato de 3 anos e US$4.2 milhões com o Denver Nuggets.
Em 15 de janeiro de 2020, contra o Charlotte Hornets, Čančar marcou seu primeiro ponto na NBA.
Em 13 de maio de 2021, Čančar marcou 14 pontos na vitória por 114-103 sobre o Minnesota Timberwolves.
Em 3 de janeiro de 2022, durante uma derrota por 89-103 para o Dallas Mavericks, Čančar sofreu uma lesão no pé direito. Dois dias depois, ele foi diagnosticado com uma fratura do quinto metatarso direito. Em 7 de janeiro, Čančar passou por uma cirurgia para a fratura e foi descartado por pelo menos três meses.
Em 10 de abril, no último joga da temporada regular, Čančar voltou aos Nuggets e jogou 24 minutos em uma derrota na prorrogação para o Los Angeles Lakers. Ele registrou 2 pontos, 8 rebotes e 4 assistências.
Em 7 de julho de 2022, Čančar renovou com os Nuggets em um contrato de três anos e 3 anos e US$6.8 milhões.
Em 23 de novembro de 2022, Čančar marcou 20 pontos, o recorde da carreira, junto com 4 rebotes, 5 assistências e 3 bloqueios em uma vitória na prorrogação contra o Oklahoma City Thunder.
Em junho de 2023, Čančar ganhou seu primeiro título da NBA quando os Nuggets derrotaram o Miami Heat nas Finais da NBA de 2023. Durante a temporada, ele jogou em 60 jogos, com quase 15 minutos por jogo, e marcou aproximadamente cinco pontos por jogo. Nas Finais da NBA, ele jogou por 29 segundos.
Em 9 de julho de 2024, Čančar renovou seu contrato com os Nuggets.

## Carreira na seleção
Čančar tem sido membro da Seleção Eslovena. Ele jogou no EuroBasket de 2017, onde ganhou a medalha de ouro com seu país.
Čančar representou a equipe nos Jogos Olímpicos de Verão de 2020.

## Estatísticas da carreira

### NBA

#### Temporada regular
| Ano      | Equipe   | PJ  | PT | MPJ  | AP   | 3P   | LL    | RT  | AS  | BR | TO | PPJ |
| -------- | -------- | --- | -- | ---- | ---- | ---- | ----- | --- | --- | -- | -- | --- |
| 2019–20  | Denver   | 14  | 0  | 3.2  | .400 | .167 | 1.000 | .7  | .2  | .1 | .1 | 1.2 |
| 2020–21  | Denver   | 41  | 1  | 6.9  | .458 | .273 | .769  | 1.0 | .3  | .3 | .0 | 2.1 |
| 2021–22  | Denver   | 15  | 1  | 11.7 | .561 | .583 | .643  | 2.1 | 1.1 | .1 | .2 | 4.1 |
| 2022–23† | Denver   | 60  | 9  | 14.8 | .476 | .374 | .927  | 2.1 | 1.3 | .4 | .2 | 5.0 |
| Carreira | Carreira | 130 | 11 | 9.1  | .473 | .349 | .834  | 1.4 | .7  | .2 | .1 | 3.0 |

#### Playoffs
| Ano      | Equipe   | PJ | PT | MPJ | AP    | 3P    | LL   | RT  | AS | BR | TO | PPJ |
| -------- | -------- | -- | -- | --- | ----- | ----- | ---- | --- | -- | -- | -- | --- |
| 2021     | Denver   | 5  | 0  | 4.2 | 1.000 | 1.000 | .800 | .6  | .2 | .2 | .2 | 2.2 |
| 2022     | Denver   | 2  | 0  | 4.5 | .667  | .500  | —    | 1.0 | .5 | .0 | .0 | 2.5 |
| 2023†    | Denver   | 5  | 0  | 2.0 | .000  | .000  | —    | .6  | .2 | .0 | .0 | .0  |
| Carreira | Carreira | 12 | 0  | 3.5 | .555  | .500  | .800 | .7  | .3 | .0 | .0 | 1.5 |

Fonte:

## Prêmios e Homenagens
NBA
- Campeão da NBA: 2023